# Sex Pistols (box set)
A Sex Pistols a Sex Pistols punk együttes pályafutását bemutató box set. 2002. június 3-án jelent meg. A kiadvény három CD-t, valamint egy 80 oldalas bookletet tartalmaz.
Az első lemez a Never Mind the Bollocks, Here’s the Sex Pistols albumot tartalmazza, az együttes egyetlen stúdióalbumát, valamint négy B-oldalas számot és az együttes első demófelvételeit.
A második lemez demófelvételeket és stúdiófelvételeket tartalmaz, melyek 1976 júliusa és 1977 januárja között készültek a Never Mind the Bollocks rögzítése alatt. Az első két lemez magába foglalja a legtöbb anyagot, amely még Johnny Rotten tagsága alatt készült.
A harmadik lemez főleg addig még kiadatlan koncertfelvételeket tartalmaz, és szinte kizárólag az 1976. augusztus 31-i koncerten készült. A bónuszdalok között megtalálható két stúdióban nem rögzített dal, az Understanding és a Flowers of Romance, valamint a Belsen Was a Gas legendás előadása.

## Teljesség
A box set tartalmazza az együttes szinte összes felvételét, amely JOhnny Rotten tagsága alatt készült. A hiányzó demó felvételek megtalálhatók a Spunk bootleg albumon, valamint a Never Mind the Bollocks 1996-os bővített kiadásán, mely a Spunk/This Is Crap-pel jelent meg. A Submission (Version 2) az elterjedt Party Till You Puke bootlegen, vagy az 1992-es Pretty Vacant második lemezén hallgatható meg.
A Johnny Rotten-éra után készült felvételek nem kerültek fel a box setre, ezek a The Great Rock ’n’ Roll Swindle albumon szerepelnek. Érdekesség, hogy Sid Vicious, akit a Sex Pistols igazi basszusgitárosának tartanak, csak egy dalon játszik a box set 64 dalából.

## Az album dalai

### Első lemez
1. Holidays in the Sun – 3:22
2. Bodies – 3:02
3. No Feelings – 2:51
4. Liar – 2:41
5. God Save the Queen – 3:20
6. Problems – 4:11
7. Seventeen – 2:02
8. Anarchy in the U.K. – 3:31
9. Submission – 4:12
10. Pretty Vacant – 3:18
11. New York – 3:06
12. EMI (Unlimited Edition) – 3:13
13. I Wanna Be Me – 3:06
14. No Feeling – 2:47
15. Did You No Wrong – 3:09
16. No Fun – 6:56
17. Satellite – 4:01
18. Problems – 3:41
19. Pretty Vacant – 2:44
20. No Feelings – 6:53
  - magába foglalja az Anarchy in the UK (instrumentális) rejtett számot

### Második lemez
1. Pretty Vacant
2. Submission
3. Anarchy in the U.K.
4. Substitute
5. (Don't Give Me) No Lip
6. (I'm Not Your) Steppin' Stone
7. Johnny B. Goode
8. Road Runner
9. Watcha Gonna Do About It?
10. Through My Eyes
11. Anarchy in the U.K.
12. No Feelings (instrumentális)
13. No Future
14. Liar
15. Problems
16. New York
17. God Save the Queen
18. Satellite
19. EMI
20. Seventeen
21. No Feelings
22. Submission (version #1)
  - magába foglalja a God Save the Queen (instrumentális) rejtett számot

### Harmadik lemez
1. Anarchy in the U.K.
2. I Wanna Be Me
3. Seventeen
4. New York
5. (Don't Give Me) No Lip
6. (I'm Not Your) Stepping Stone
7. Satellite
8. Submission
9. Liar
10. No Feelings
11. Substitute
12. Pretty Vacant
13. Problems
14. Did You No Wrong
15. No Fun
16. Understanding (bónusz koncertfelvétel)
17. Flowers Of Romance #1 (bónusz koncertfelvétel)
18. Flowers Of Romance #2 (bónusz koncertfelvétel)
19. Belsen Was a Gas (bónusz koncertfelvétel)
  - magába foglalja a Pretty Vacant (instrumentális) rejtett számot

## Közreműködők
- Johnny Rotten – ének
- Steve Jones – gitár, basszusgitár
- Glen Matlock – basszusgitár első lemez: 8., 13., 18-20. dal; második lemez: 1-17. dalok; harmadik lemez: 1-18. dalok
- Sid Vicious – basszusgitár csak a Belsen Was A Gas koncertfelvételét
- Paul Cook – dob